# Озерки (Владимирская область)
Озерки — деревня в Вязниковском районе Владимирской области России, входит в состав Сарыевского сельского поселения.

## География
Деревня расположена в 11 км на северо-запад от центра поселения села Сарыево и в 35 км на северо-запад от Вязников.

## История
В полукилометре от деревни существовал погост Дебри. Из патриарших окладных книг видно, что церковь Николая Чудотворца на этом погосте в вотчине князя Ивана Ромодановского существовала уже в 1628 году. В 1672 году церковь эта перешла из патриаршей области в Суздальскую епархию. В 1678 году по переписным книгам погост Николая Чудотворца в Дебри был в вотчине боярина князя Г.Г. Куракина, на погосте за попом записано 4 двора бобыльских. В 1812-15 годах вместо деревянной церкви построен был каменный храм. Престолов этом храме было два: главный — во имя святого Николая Чудотворца, в приделе теплом — в честь Тихвинской иконы Божьей Матери. Приход состоял из деревень: Озерков, Ширяихи, Богданова, Мостовихи, Сальчукова, Крестникова, Мицина, Машачихи, Филина, Черемхов и Мосеева.
В XIX и первой четверти XX века деревня Озерки входила в состав Сарыевской волости Вязниковского уезда. В 1859 году в деревне числилось 12 дворов, в 1905 году — 8 дворов.
С 1929 года деревня входила в состав Осинковского сельсовета Вязниковского района, с 2005 года — в составе Сарыевского сельского поселения.

## Население
| 1859 | 1905 |
| ---- | ---- |
| 57   | 57   |

| 1859 | 1905 | 1926 | 2002 | 2010 | 2021 |
| ---- | ---- | ---- | ---- | ---- | ---- |
| 57   | →57  | ↗77  | ↘0   | →0   | →0   |

## Достопримечательности
На погосте Николо-Дебри близ деревни находится недействующая Церковь Николая Чудотворца.